# حلبة (حلوى)
حلوى من المطبخ الفلسطيني، تصنع من السميد والطحين وبذور الحلبة المسلوقة والزيت.
تشبه نوعاً ما حلوى الهريسة من مطبخ الشرق الأوسط والبسبوسة من المطبخ المصري.
تصنع هذه الحلوى بعجن السميد والطحين مع ماء سلق بذور الحلبة والبذور المسلوقة والزيت النباتي والخميرة، وتمد في وعاء للخبز وتقطع قطعاً صغيرة على هيئة المعيّن. بعد خبزها تُشرّب بالقطر (شراب السكر الكثيف).